# Ján Repaský
Ján Repaský (17. dubna 1937 Pavľany - 18. září 1998) byl voják výsadkářských jednotek Československé lidové armády, slovenský generál a politik za Slovenskou národní stranu, po sametové revoluci československý poslanec Sněmovny národů Federálního shromáždění.

## Biografie
Vychodil obecnou školu na rodném Slovensku a pak studoval vojenské gymnázium Jana Žižky z Trocnova v Spišské Nové Vsi a v Bratislavě a Vojenské učiliště v Lipníku nad Bečvou. Zde absolvoval v roce 1958 v hodnosti poručíka. Působil pak jako voják z povolání ve výsadkovém vojsku. Byl nasazen k výsadkové jednotce v Prešově jako velitel čety 22. výsadkové průzkumné roty. Pak byl velitelem čety u 22. průzkumného praporu a 7. výsadkového pluku v Holešově. Jako velitem je popisován coby tvrdý a náročný vůči podřízeným. Jako velitel poddůstojnické školy jí zajistil titul vzorná rota. Po celou dobu své vojenské praxe zůstal bezpartijní. V roce 1967 odešel na studia na Vojenskou akademii Antonína Zápotockého v Brně, kterou absolvoval roku 1970. Stal se pak velitelem 13. průzkumného praporu v Levicích, krátce poté začal pracoval v zpravodajském oddělení Východního vojenského okruhu. Zde se postupně stal zástupcem náčelníka zpravodajského oddělení VVO.
Ve volbách roku 1992 byl za SNS zvolen do slovenské části Sněmovny národů. Ve Federálním shromáždění setrval do zániku Československa v prosinci 1992. Uvádí se bytem Trenčín. Členem SNS nebyl. V parlamentu působil jako předseda branného výboru. Od roku 1993 byl poradcem v ústřední Slovenské národní strany pro otázky obrany a armády. V roce 1994 byl krátce tajemníkem primátora Žiliny. Pak působil jako vedoucí úřadu Ministerstva obrany Slovenské republiky. 30. května 1997 byl povýšen na generálmajora v záloze. Publikoval články o armádních tématech. V roce 1998 mu byl udělen Kříž Milana Rastislava Štefánika.
Zemřel v září 1998 na zákeřnou chorobu.